# Гертель, Иоганн Кристиан
Иоганн Кристиан Гертель (нем. Johann Christian Hertel; 25 июня 1697 или 1699, Эттинген, курфюршество Бавария — октябрь 1754, Стрелиц?) — баварский скрипач-виртуоз и композитор эпохи барокко.

## Биография
Родился в семье капельмейстера — 25 июня 1697 или 1699 года. Был единственным сыном Якоба Кристиана Гертеля, капельмейстера в Эттингене, а затем в Мерзебурге.
Самостоятельно обучился игре на скрипке, а игре на клавишных научился у придворного органиста в Мерзебурге Георга Фридриха Кауфмана. 
Поступил в университет Галле, где изучал теологию, однако учёбу не окончил. Получив стипендию от герцога Морица Вильгельма Саксен-Мерзебургского, отправился в Дармштадт, где стал учиться игре на виола да гамба под руководством Эрнста Кристиана Гессе.
С 1718 по 1741 был концертмейстером при дворе в Эйзенахе, с 1742 до роспуска в 1753 году — концертмейстером придворного оркестра княжества Мекленбург-Стрелиц в Нойштрелице. С концертами посетил Дрезден, Кассель, Веймар, Брауншвейг, Майнинген, Готта и Берлин.
Был знаком с Иоганном Кунау, Кристофом Граупнером и Иоганном Себастьяном Бахом.
Был плодовитым композитором, написал большое количество музыкальных произведений: симфоний, трио, увертюр, концертов и сонат для скрипки и виолы. Его композиции включают наряду с оркестровой и камерной музыкой много сонат для скрипки и виолы да гамба. При жизни ему удалось опубликовать незначительное их количество; большая часть его произведений либо утеряна, либо не была напечатана.
Современники считали Гертеля виртуозным скрипачом.
Точная дата смерти Гертеля неизвестна из-за отсутствия церковных записей как в Стрелице, так и в Нойштрелице. Более вероятным местом смерти был бы Нойштрелиц, королевская резиденция, где располагался двор и придворный оркестр.